# آدم‌کشی (فیلم ۱۹۹۱)
آدم‌کشی (انگلیسی: Homicide) یک فیلم جنایی درام به کارگردانی دیوید ممت است که در سال ۱۹۹۱ منتشر شد. از بازیگران آن می‌توان به جو مانتگنا، ویلیام اچ میسی، ربکا پیدگئون و وینگ ریمز اشاره کرد.